# Patilla Pata
Patilla Pata é um pico da Cordilheira dos Andes localizado no departamento de Oruro, província de Sajama, na Bolívia, que atinge os 5324 metros de altitude. É um estratovulcão, cuja mais recente data de erupção é desconhecida, mas é improvável que date do Holoceno, uma vez que a montanha é fortemente glaciada. A composição é largamente andesítica, embora haja fluxos de lava basáltica.